# Femimutancia
Femimutancia, pseudônimo de Julia Inés Mamone, com o nome escolhido Jules, (Villa Gesell, 1989) é uma cartunista e desenhista argentina, uma pessoa não binária transfeminista. Recebeu vários reconhecimentos, como o Prêmio Estímulo à Escrita promovido pela Fundação Bunge e Born, pela Fundação Proa e pelo jornal La Nación, ou o concurso Somos, convocado pela Casa Nacional do Bicentenário na Argentina.

## Trajetória
Nasceu na cidade argentina de Villa Gesell em 1989. Entre os 6 e os 12 anos, residiu em Zárate. Começou a estudar sociologia e frequentou workshops de arte. Entre os seus mentores encontram-se o cartunista argentino Enrique Alcatena e Salvador Sanz.
Começou a publicar seu trabalho nas redes sociais sob o pseudônimo de Femimutancia para evitar possíveis represálias. Desde 2017, participou de vários fanzines, publicações e antologias, como Clítoris, Poder Trans, Antología LGTBI, Pibas, Superbollo, Strapazin, Kus! Queer Power ou Club Vampire, entre outros. Em 2017, autoeditou o fanzine Les niñes, que nasceu da violência de gênero que sofreu, para o XXXII Encontro Nacional de Mulheres, em Resistência, Chaco.
Escreveu várias histórias em quadrinhos, como Alienígena (2018), Piedra Bruja (2019), Banzai (2021) e La madriguera (2022). Em sua obra, ela aborda temas como corporalidades não hegemônicas, a ruptura com os papéis de gênero estabelecidos, os abusos na infância, a solidão escolhida e a construção de laços sexuais e afetivos.
Em 2019, fundou a editora Feminismo Gráfico. No ano seguinte, o Centro Cultural Recoleta e a editora Sudestada selecionaram seu trabalho para o projeto Creación de historietas.

## Reconhecimentos
Em 2017, foi uma das pessoas selecionadas no concurso LGTBI promovido pela Editora Municipal de Rosário (EMR) e pela Direção de Diversidade Sexual.
Em 2020, ganhou, na categoria de romance gráfico, o Prêmio Estímulo à Escrita “Todos os tempos, o tempo”, promovido pela Fundação Bunge e Born, pela Fundação Proa e pelo jornal La Nación, cujo júri era composto, entre outros, pela cartunista Sole Otero e pela escritora Pola Oloixarac. Também em 2020, ganhou o concurso Somos de ilustração e quadrinhos sobre diversidade sexual e identidade de gênero convocado pela Casa Nacional del Bicentenario, no qual também foram reconhecidas Malena Guerrero e Mariana Ortiz Linares - Zitro Tinta.

## Publicações
- Laura Caraballo (2021), Abolir el binarismo. Femimutancia y la historieta argentina transfeminista, Caravelle[11]